# Canadian Forestry Corps

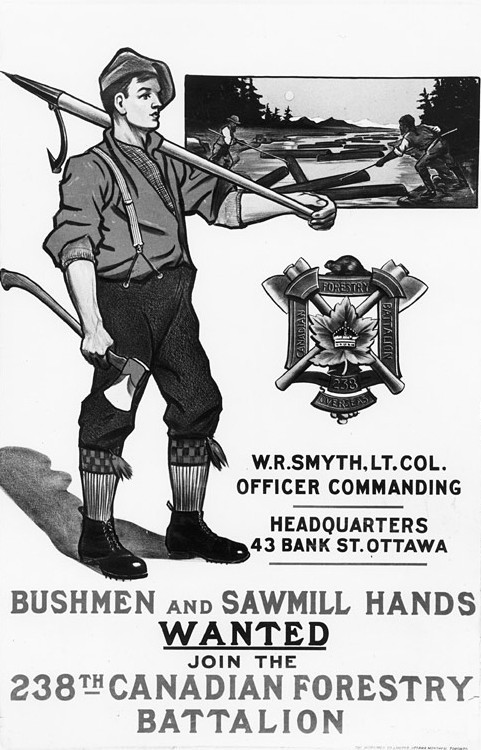
Aanwervingsaffiche

Het Canadian Forestry Corps (Frans: Corps forestier canadien, Nederlands: Canadees bosbouwkorps) was een korps van het Canadese leger met specifieke opdrachten, eigen insignes en tradities. Het had tot taak het oorlogvoerende geallieerde leger tijdens de Eerste Wereldoorlog in Europa van het nodige hout te voorzien.

## Geschiedenis
Tijdens de Eerste Wereldoorlog was er aan het Westelijk Front voortdurend nood aan hout. Dit kwam door de stellingenoorlog waardoor massa’s hout nodig was voor het vervaardigen van loopplanken, loopgraafversterkingen, stutten voor tunnels, dwarsliggers voor de spoorwegen, bekistingen enz… Ook voor het inrichten van vliegvelden voor het steeds aangroeiende vliegtuigenpark van het Royal Flying Corps.
Om aan deze vraag te voldoen dacht men aanvankelijk om bomen vanuit Canada naar Europa over te brengen maar door het tekort aan scheepsruimte - deze had men nodig om voeding en munitie te verschepen - en de permanente dreiging van de U-boten, besloot men om de ervaren Canadese houthakkers naar het Verenigd Koninkrijk en Frankrijk te sturen om er bossen te ontginnen.
Reeds in 1915 had men gebruikgemaakt van losse eenheden houthakkers in Engeland en Schotland maar sedert 14 november 1916 werden speciale militaire eenheden opgericht die onder de naam Canadian Foresty Corps werden ingezet.
Vele jongeren gaven zich vrijwillig op omdat ze op deze manier hun land konden dienen zonder geconfronteerd te worden met de vijand aan het front.
Ondanks het feit dat ze niet voor gevechtsopdrachten mochten ingezet worden gebeurde het toch dat kleine groepen bij noodsituaties naar het front werden gestuurd om assistentie te verlenen bij het aanleggen van spoorwegen, het aanvoeren van munitie of het evacueren van gewonden.
Mede hierdoor zijn er onder hen toch slachtoffers gevallen, ook door het zware werk, ongevallen en ziekte. In Frankrijk kan men in verschillende Britse begraafplaatsen leden van dit korps terugvinden. Zoals bijvoorbeeld in St. Sever Cemetery Extension in Rouen, Terlincthun British Cemetery in Wimille, Charmes Military Cemetery in Essegney, Etaples Military Cemetery in Etaples, Dax Communal Cemetery in Dax e.a.
In totaal zouden zo’n 35.000 Canadezen in dit korps hebben gediend.
Het Canadian Forestry Corps werd in 1920 ontbonden. In 1940 werd het terug opgericht en weer ontbonden in 1945.

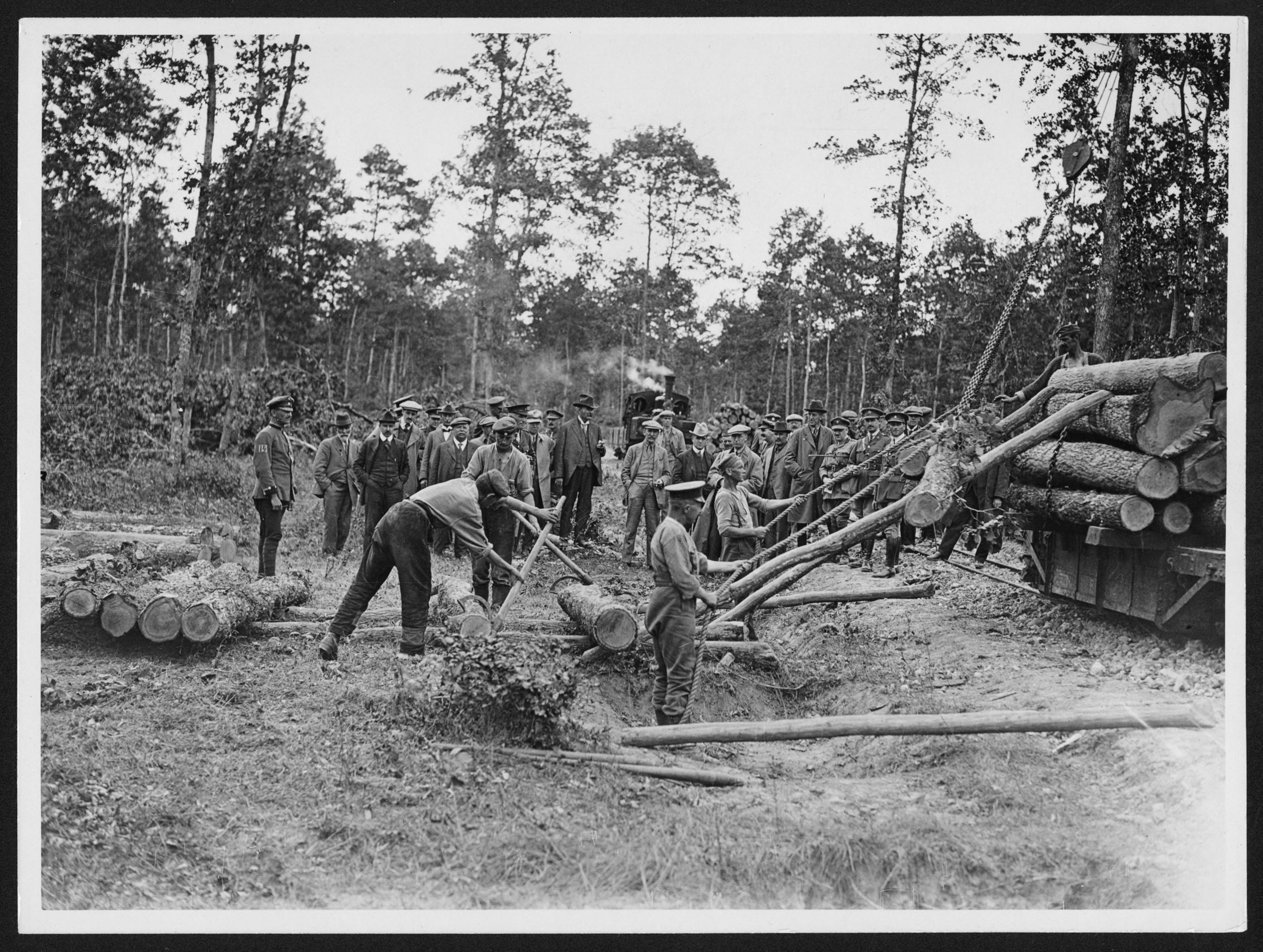
Het korps aan het werk